# Protocole de paix Boxer

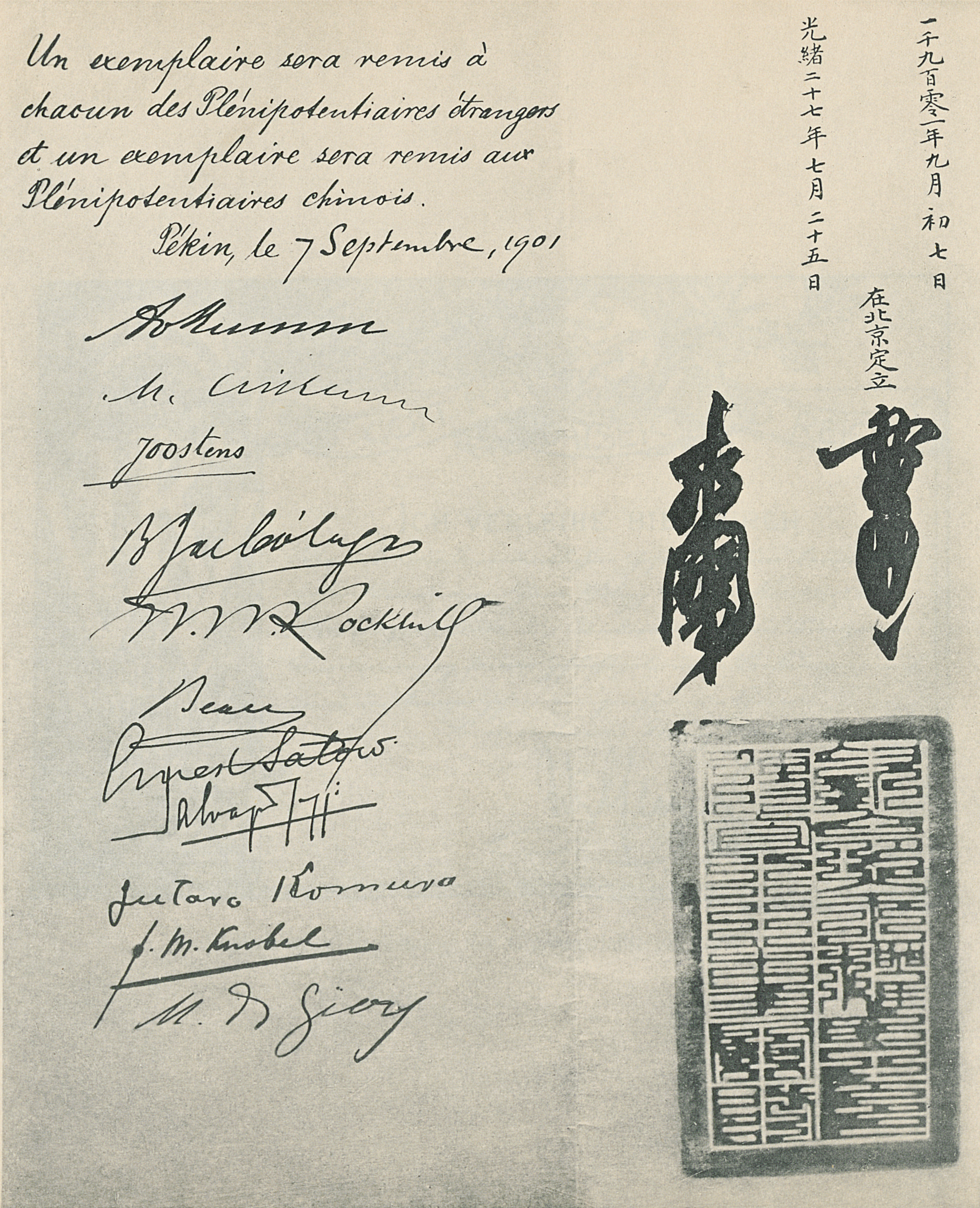
Page des signatures du protocole de 1901.

Le protocole de paix Boxer, connu des chinois sous le nom de traité de l'année Xinchou (辛丑条约 / 辛丑條約, xīnchǒu tiáoyuē), est un traité mettant fin à la « révolte des Boxers » et signé le 7 septembre 1901 entre l'Empire chinois de la dynastie Qing, et une coalition de nations étrangères colonisatrices de la Chine que ces derniers nomment l'Alliance des huit nations. Il fait partie des traités inégaux négociés par Lǐ Hóngzhāng (李鸿章) pour l'empereur Guangxu avec des pays étrangers.
Il sanctionne durement la défaite de la Chine, sur le plan financier (indemnité de guerre), sur le plan commercial (concession d'un certain nombre de points sécurisant l'accès à la mer, amélioration de la navigabilité des fleuves), sur le plan militaire (interdiction d'importer des armes, destruction des forts de Taku…), mais aussi sur le plan symbolique (punitions des coupables, « missions de repentance » en Allemagne et au Japon, construction de monuments expiatoires…).
Le poids de ces sanctions et leur caractère humiliant, venant après une longue suite de défaites, va contribuer à accélérer la mutation de la Chine vers une société plus moderne.

## Désignation officielle
Dans les pays occidentaux, ce traité est également connu sous le nom de « traité de 1901 », ou d'« accord de paix entre les grandes puissances et la Chine ». Mais le nom complet de ce protocole de paix est : « protocole final pour le règlement des désordres de 1900 entre l'Autriche-Hongrie, la Belgique, la France, l'Allemagne, la Grande-Bretagne, l'Italie, le Japon, les Pays-Bas, la Russie, l'Espagne, les États-Unis et la Chine ». Cette désignation officielle reflète son caractère de protocole diplomatique plutôt que celui d'un traité de paix à proprement parler.
En Chine, on le connaît sous le nom de traité de Xinchou (辛丑条约 / 辛丑條約, xīnchǒu tiáoyuē, ou 辛丑合约 / 辛丑合約, xīnchǒu héyuē) ou traité de l'année Xinchou des différentes nations (辛丑各国和约).

## Signataires

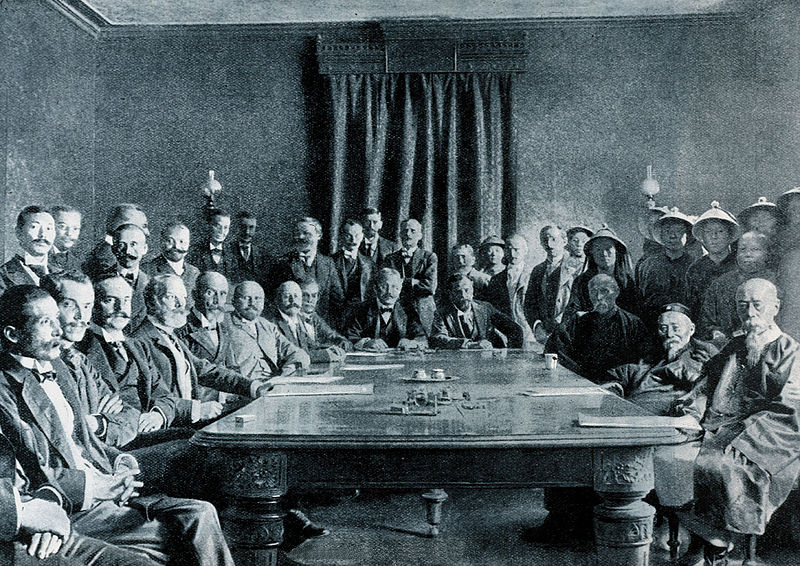
Signature du Protocole de paix Boxer. De gauche à droite : F. M. Knobel des Pays-Bas (seules ses mains sont visibles) ; K. Jutaro du Japon ; G. S. Raggi d'Italie ; Joostens de Belgique ; C. von Walhborn d'Autriche-Hongrie ; B. J. Cologán d'Espagne ; M. von Giers de Russie ; A. Mumm pour l'Empire allemand ; E. M. Satow de grande Bretagne ; W. W. Rockhill des États-Unis ; P. Beau de France ; ; Li Hongzhang ; Prince Qing.

Le protocole de paix Boxer est signé le 7 septembre 1901 dans la légation espagnole de Pékin. Le prince Qing et Li Hongzhang signèrent le protocole au nom de la Chine. Alfons Mumm (baron von Schwarzenstein), Ernest Mason Satow et Komura Jutaro signèrent respectivement au nom de l'Allemagne, de la Grande-Bretagne, et du Japon.

## Principales dispositions
Après leur victoire lors de la guerre des Boxers de 1900, les membres de l’Alliance des huit nations s'accordent d'abord difficilement, puis entament les pourparlers avec la Chine, et les termes sont formalisés et acceptés le 7 septembre 1901.
Les puissances étrangères obtiennent :
- article 1 : l'envoi d'une « mission de repentance » auprès de l'empereur d'Allemagne à la suite du meurtre du baron von Ketteler ; par ailleurs, la Chine devra construire un monument commémoratif à l'endroit même où avait été assassiné le baron von Ketteler, monument portant une inscription exprimant les regrets de l'empereur de Chine en allemand, latin et chinois ;
- article 2 : l’exécution ou l’exil des principaux coupables, et la sanction des fonctionnaires qui ont aidé les Boxers (10 hauts fonctionnaires pro-boxers sont décapités) ; on suspend par ailleurs pour 5 ans les examens de recrutement des fonctionnaires civils et militaires dans les villes où les Boxers avaient massacré ou torturé des étrangers ;
- article 3 : l'envoi d'une « mission de repentance » auprès de l'empereur du Japon à la suite du meurtre du ministre Sugiyama ;
- article 4 : le gouvernement chinois devra construire un monument expiatoire dans chacun des cimetières profanés par les Boxers ;
- article 5 : interdiction d'importer des armes, ou du matériel destiné à leur fabrication, pour une durée de deux ans, interdiction qui pourra être reconduite « en cas de nécessité » ;
- article 6 : paiement sur 39 ans d'une indemnité de 450 millions de taels d'argent Haikwan, à verser aux 8 nations impliquées (982 238 150 taels en tout compte tenu des intérêts)[3]. Selon le taux de change de l'époque, 450 millions de taels correspondaient à 335 millions de dollars-or américains, soit environ 6,653 milliards de dollars américains d'aujourd'hui[4].
La Chine paya cette indemnité en or par annuités croissantes, à raison d'un taux d'intérêt de 4 %, jusqu'à ce que le montant prévu soit intégralement payé, le 31 décembre 1940.
- article 7 : acceptation par la Chine que le Quartier des légations de Pékin soit placé sous leur contrôle exclusif ; aucun Chinois ne pourra y résider, et les légations pourront y maintenir une garde affectée à leur défense ;
- article 8 : destruction des forts de Taku ;
- article 9 : concession d'un certain nombre de points aux puissances occidentales, qui pourront les occuper pour faciliter les communications entre la capitale et la mer ; ces points sont (transcription Wade-Giles) : Huang-tsun, Lang-fang, Yang-tsun, Tien-tsin, Chun-liang-Cheng, Tong-ku, Lu-tai, Tong- shan, Lan-chou, Chang-li, Chin-wang Tao, Shan-hai Kuan ;
- article 10 : affichage pendant 2 ans par le gouvernement chinois de l'édit interdisant les sociétés hostiles aux étrangers, de l'édit prévoyant les sanctions correspondantes, de l'édit suspendant pour 5 ans les examens dans certaines villes où les Boxers avaient massacré ou torturé des étrangers, et enfin de l'édit rendant responsables les autorités locales en cas de manifestation hostile aux étrangers ;
- article 11 : mise en œuvre de travaux d'amélioration de la navigabilité du Peiho et du Wangpu ;
- article 12 : réforme du ministère des Affaires étrangères, qui prend le pas sur les six autres ministères d'État.

Le protocole est signé, les troupes étrangères se retirent, « à l'exception de celles prévues à l'article 7 », et l’impératrice douairière Cixi revient à Pékin en janvier 1902.

## Conséquences
Les finances chinoises sont de nouveau mises à mal par l'indemnité extrêmement lourde prévue par le traité. 
Le contrôle sur la Chine est renforcé : la Chine n’aura pas le droit d’importer des armes pendant deux ans. Un quartier des légations mieux protégé ainsi qu'un ministère des Affaires étrangères — sous tutelle étrangère et avec préséance sur les autres ministères — sont mis en place.
Cet événement va renforcer la décentralisation du pouvoir vers les provinces de Chine : Li Hongzhang et Yuan Shikai avaient en effet dans leurs provinces respectives de puissantes forces armées, l'Armée du nord-ouest et la Nouvelle Armée, qui seront plus tard fusionnées sous la seule responsabilité de Yuan Shikai après la mort de Li Hongzhang.
Cette défaite a montré une fois de plus la supériorité militaire des armées occidentales ou occidentalisées (celle du Japon).
Il s'ensuivra une série de réformes touchant l'armée et l'éducation en Chine, ainsi que les premières élections démocratiques.
Par l'insatisfaction engendrée au niveau de la population, la révolte des Boxers et son issue malheureuse pour la Chine fut une étape supplémentaire vers la fin de la dynastie Qing et l'avènement de la République de Chine.